# Krisztián Manhercz
Krisztián Péter Manhercz (Budapeste, 24 de julho de 1984) é um jogador de polo aquático húngaro.

## Carreira
Manhercz integrou o elenco da Seleção Húngara de Polo Aquático que ficou em quinto lugar nos Jogos Olímpicos de 2016.